# かしみん焼き
かしみん焼き（かしみんやき）またはかしみは、水に溶いた小麦粉を鉄板に丸く伸ばし、上に刻みキャベツと鶏肉（親鶏、ヒネ※必須）と牛の脂のミンチを乗せて焼いた料理。一銭洋食（洋食焼）の一種で大阪府岸和田市の地元料理。

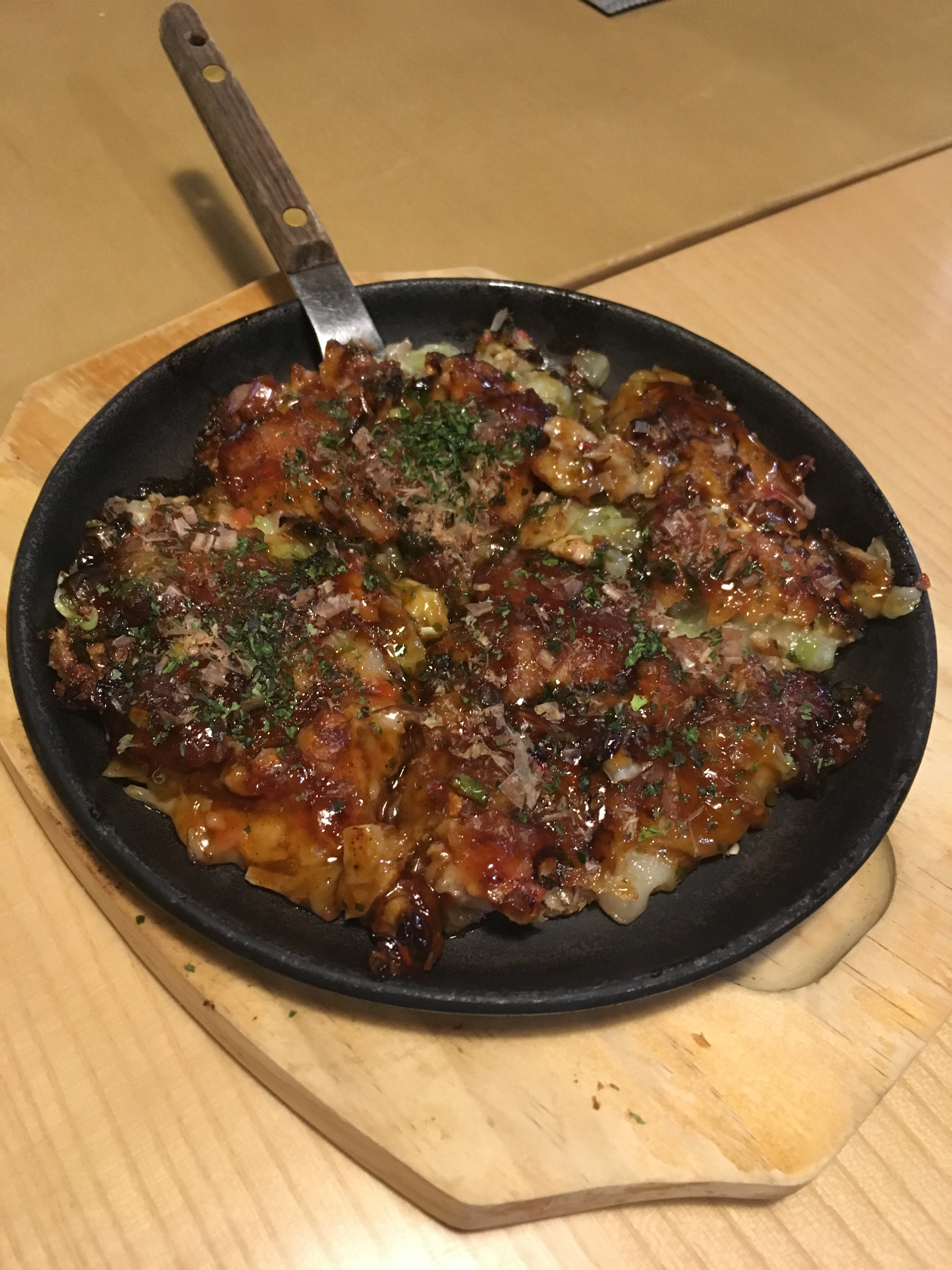
かしみんの洋食

## 名称
お好み焼きの具材としてよく用いられる豚肉やイカなどではなく、相対的に安価な関西でいう「かしわ」（鶏肉）と牛脂の「ミンチ」を乗せて焼いたものであることから、この二つの具の名前を短く組み合わせて「かしみん」や「かしみ」と呼ばれるようになった。
岸和田周辺ではかしわを使ったお好み焼き（粉とキャベツを焼く前に混ぜる混ぜ焼き）もよく見られ、これは関西各地で出す店も存在するが、牛脂を組み合わせるのは岸和田周辺に限られるため、地元料理とされる。

## 特徴
現在の関西地方で一般的な混ぜ焼きではなく、戦前の洋食焼きのスタイルを継承している。水溶きした小麦粉だけを先に丸く焼いてからキャベツを乗せ、別途鉄板で軽く炒めた鶏肉と牛脂を上に乗せ、その上に溶いた小麦粉を少し掛けてひっくりかえし、キャベツが蒸されて柔らかくなるまで焼く。
鶏肉だけでは、焼くとぱさつきが出るが、牛脂を加えることによって、ぱさつきを押さえるとともに、濃厚さが出せ、また甘みも加えることができる。また、鉄板への焦げ付きを防ぎ、香ばしい焼き上がりにすることができる。これらは、お好み焼きによく用いられる、脂の多い豚ばら肉と同様である。仕上げの味付けには、ウスターソースの他、醤油を使う場合もある。
岸和田市内のお好み焼き店でもかならずしも提供しているとは限らず、多くは旧紀州街道周辺など、海岸に近い地域で提供されている。南海電気鉄道岸和田駅周辺で出す店は限られる。かしみん焼きを出す店がある地区は岸和田だんじり祭に積極的に取り組む地区であるため、祭の当日には営業を休みにしたり、別の品だけを出することが多い。
南海電気鉄道春木駅付近や大阪市内でも提供する店があるが、少しアレンジされていることが多い。